# Allochernes solarii
Espèce
Synonymes
- Chelifer solarii Simon, 1898

Allochernes solarii est une espèce de pseudoscorpions de la famille des Chernetidae.

## Distribution
Cette espèce se rencontre en Italie au Piémont et en Vénétie et en Slovaquie,.

## Description
L'holotype mesure 3,5 mm.
Les mâles mesurent de 2,68 à 2,92 mm et les femelles de 3,17 à 3,31 mm.

## Étymologie
Cette espèce est nommée en l'honneur de Ferdinando Solari.

## Publication originale
- Simon, 1898 : Studio sui Chernetes Italiani conservati nel Museo Civico di Genova con descrizione di nuova specie. Annali del Museo Civico di Storia Naturale di Genova, sér. 2, vol. 19, p. 20-24 (texte intégral).